# Свен Крамер
Свен Крамер (Херенвен, 23. април 1986) је холандски брзи клизач и вишеструки олимпијски победник и најуспешнији мушки клизач на ЗОИ са десет медаља.
Крамер држи рекорд у освајању девет светски и девет европских шампионата у вишебоју. Он је олимпијски шампион на 5000 метара на Олимпијским играма у Ванкуверу 2010, Сочију 2014 и Пјонгчангу 2018, а има и злато на 10000м из Сочија. Освајањем златне медаље у Пјонгчангу на 5000м постао је први клизач који је освојио три олимпијске титуле на истој дистанци. Такође је постао први човек који је освојио осам олимпијских медаља у клизању. Крамер има и рекордних 19 златних медаља на Светском првенству у појединачном дистанцама; осам на 5000 метара, пет на 10.000 метара и шест у екипној потери. У екипној потери држи светски рекорд (заједно са Јаном Блокхејсеном и Кунин Вервејем), а три пута је оборао светске рекорде на 5000 м и 10 000 м. Освајањем Светског шампионата у вишебоју 2010, Крамер је постао први такмичар у историји који је освојио четири узастопна првенства у свету и осам узастопних међународних шампионата. Био је непоражен на 18 међународних првенстава у којима је учествовао од сезоне 2006/2007.